# Женщина из Москвы
«Женщина из Москвы» (англ. The Woman from Moscow) — американская немая мелодрама режиссёра Людвига Бергера, снятая им в 1928 году. Картина является ремейком фильма 1918 года «Федора» по пьесе В. Сарду.

## Сюжет
Владимира, жениха княгини Федоры, убивают на даче его отца. Федора подозревает в этом преступлении нигилиста Лориса Ипанова и начинает его искать. Она не знает Ипанова в лицо и, встретившись с ним, влюбляется. Узнав, наконец, его имя, Федора убеждает себя, что он невиновен, однако затем Лорис признается в убийстве, и Федора предает его в руки отца Владимира.
Позже выясняется, что Владимир преследовал сестру Ипанова, а убийство произошло в целях самозащиты. Федора пытается оградить любимого от убийц, нанятых отцом Владимира. Далее семью Лориса арестовывают и ссылают в Сибирь, а его брата убивают при попытке сопротивления. Лорис отвергает Федору, и она принимает яд. Осознав, что он был несправедлив к девушке, Лорис возвращается к Федоре, и она умирает у него на руках.

## В ролях
- Пола Негри — Княгиня Федора
- Норман Керри — Лорис Ипанов
- Пол Лукас — Владимир
- Лоуренс Грант — генерал Строганов
- Отто Матисон — Милнер
- Мод Джордж — Ольга
- Бодил Росинг[англ.] — Надя
- Джек Луден[англ.] — брат Ипанова